# 維德勒山
維德勒山（挪威語：Widerøefjellet）是南極洲的山峰，位於毛德皇后地，屬於南龍達訥山脈的一部分，海拔高度3,180米，該山峰由1936至1937年的挪威探險隊發現，以隊中的機師命名。

## 发现与命名
维德勒山于1946年在拉尔斯-克里斯汀探索队(英語：Lars Christensen Expedition)中的一名挪威机师所拍摄的航空照片中所发现并标注在地图上，并以飞机的驾驶员维果-维德勒(挪威語：Viggo Widerøe)的名字命名。1957年，该山被由进行跳高行动(英語：Operation Highjump)的美国海军飞机所拍摄的航空照片中重定位。

## 外部連結
- United States Geological Survey, Geographic Names Information System (GNIS) （页面存档备份，存于）
- Scientific Committee on Antarctic Research (SCAR)

72°08′S 23°30′E / 72.133°S 23.500°E